# Hiatella
A Hiatella a kagylók (Bivalvia) osztályának Adapedonta rendjébe, ezen belül a Hiatellidae családjába tartozó nem.

## Rendszerezés
A nembe az alábbi 5 faj tartozik:
- Hiatella arctica (Linnaeus, 1767) - típusfaj
- Hiatella arenacea (E. A. Smith, 1910)
- Hiatella australis (Lamarck, 1818)
- Hiatella azaria (Dall, 1881)
- Hiatella rugosa (Linnaeus, 1767)